# Valentine Monnier
Pour les articles homonymes, voir Monnier.
Valentine Monnier, née le 22 octobre 1956 à Paris, est une photographe française.

## Biographie
Après avoir été modèle à New York, où elle fait notamment la couverture de Cosmopolitan en septembre 1977, Valentine Monnier devient actrice puis se tourne vers la photographie, d’abord en République centrafricaine et au Tchad.
Le 8 novembre 2019, elle accuse Roman Polanski d'un viol qui se serait produit en 1975. Le cinéaste réfute cette accusation.
Elle a été plusieurs fois primée pour des photographies.

## Filmographie
- 1980 : Le Bar du téléphone : Maria
- 1981 : Le Mari, la Femme et le Cosmos (téléfilm) : Paule
- 1981 : L'Œil de la nuit (série télévisée) épisode Le syndrome de Cendrillon : Sybille
- 1982 : Les Enquêtes du commissaire Maigret de Jean-Paul Sassy (série télévisée), épisode : Le Voleur de Maigret : Sophie
- 1982 : Elle voit des nains partout ! : Amélys
- 1983 : 2019 après la chute de New York (2019 - Dopo la caduta di New York) : Giara
- 1984 : Apocalypse dans l'océan rouge (Shark rosso nell'oceano) : Dr. Stella Dickens
- 1985 : Le Soleil des autres (téléfilm) : Terry
- 1985 : Trois hommes et un couffin : Charlotte
- 1985 : L'Homme aux yeux d'argent : la femme blessée

## Distinctions
- 2004 : Médaille de l’Humain
- 2006 et 2009 : Diplôme du reportage
- 2008 : Médaille du sport

## Exposition
- 2013 : Participation à l’exposition « Les yeux fermés », mairie de Boulogne-Billancourt[6]
- 2014 : Participation à l'exposition "Déclics d'Afrique et d'ailleurs", musée Picasso, Paris 3